# Martin Middeke
Martin Middeke (* 24. April 1963 in Paderborn) ist ein deutscher Anglist und Literaturwissenschaftler.

## Leben
Middeke studierte von 1985 bis 1990 Anglistik, Germanistik, Philosophie und Erziehungswissenschaften an der Universität Paderborn und der University of Reading, England. 1993 promovierte er im Fach Anglistik in Paderborn über Stephen Poliakoff: Drama und Dramaturgie in der abstrakten Gesellschaft. Ein Fulbright-Stipendium führte ihn 1995 an die New York University in die USA, in den Jahren 1997 und 1998 hatte er Forschungsstipendien der International Beckett Foundation an der University of Reading in England inne. Er habilitierte sich an der kulturwissenschaftlichen Fakultät der Universität Paderborn im Jahr 2000 und erhielt die venia legendi für das Fach „Englische Philologie unter Einschluss der Englischen Kulturwissenschaft“. 2001 folgte er einem Ruf auf den Lehrstuhl für Englische Literaturwissenschaft an der Universität Augsburg. In den Jahren 2008 und 2009 lehrte er als Gastprofessor an der University of Johannesburg in Südafrika, wo er seit 2010 ständiger Gastprofessor ist. Middeke hatte weitere Gastprofessuren an der Universität Barcelona (2014, 2016) und ein Long Room Hub Fellowship am Trinity College Dublin (2016/17) inne.
Martin Middeke ist Mitherausgeber der im Jahre 1877 von Moritz Trautmann und Richard Wülker gegründeten Zeitschrift Anglia. Zeitschrift für Englische Philologie und ihrer Buchreihe, sowie der Schriftenreihe "text & theorie". Von 2000 bis 2020 war Middeke General Editor der German Society for Contemporary Drama in English (CDE) und ihrer Buchreihe "CDE Studies". Im Jahre 2013 wurde Middeke Gründungsherausgeber des "Journal of Contemporary Drama in English (JCDE)". Im selben Jahr wurde Martin Middeke gewähltes Mitglied der Academia Europaea.

## Wirken
Middeke veröffentlichte zahlreiche Arbeiten zur englischen und irischen Literatur und zu kulturanthropologischen Fragestellungen nach der Wechselbeziehung von Philosophie, Ästhetik und Strukturen der Lebenswelt und des Bewusstseins, insbesondere der Zeiterfahrung. Spezialgebiete sind das englische Fin de siècle, James Joyce, Samuel Beckett, der postmoderne Roman, sowie das zeitgenössische englischsprachige Drama. In Middekes literaturtheoretischer Position verbinden sich methodisch Aspekte von literarischer Anthropologie, literarischer Ethik, phänomenologischer Hermeneutik und Dekonstruktion. Neuere Arbeiten zentrieren sich um Fragen zu theoretischen Paradigmen wie literarischer Ökologie, Neuen Materialismen, Affekttheorie und Metamodernismus sowie daraus folgende methodologische Konsequenzen.  

## Werke
(Auswahl)
- Stephen Poliakoff: Drama und Dramaturgie in der abstrakten Gesellschaft. Paderborn et al.: Schöningh, 1994.
- [Hg. mit Werner Huber] Biofictions: The Rewriting of Romantic Lives in Contemporary Fiction and Drama. Rochester, N.Y.: Camden House, 1999.
- [Hg.] Zeit und Roman: Zeiterfahrung im historischen Wandel und ästhetischer Paradigmenwechsel vom sechzehnten Jahrhundert bis zur Postmoderne. Würzburg: Königshausen & Neumann, 2002.
- Die Kunst der gelebten Zeit: Studien zur Phänomenologie literarischer Subjektivität im englischen Roman des ausgehenden neunzehnten Jahrhunderts. Würzburg: Königshausen & Neumann, 2004.
- [Hg. mit Werner Huber und Hubert Zapf] Self-Reflexivity in Literature. Würzburg: Königshausen & Neumann, 2005.
- [Hg. mit Christoph Henke] Drama and/after Postmodernism. Trier: Wissenschaftlicher Verlag, 2007.
- [Hg. mit Christoph Henke] Literature and Circularity. Special Issue in: Symbolism: An International Annual of Critical Aesthetics Vol. 9. New York: AMS Press, 2009.
- [Hg. mit Peter Paul Schnierer] The Methuen Drama Guide to Contemporary Irish Playwrights. London: Methuen Drama, 2010.
- [Hg. mit Peter Paul Schnierer und Aleks Sierz] The Methuen Drama Guide to Contemporary British Playwrights. London: Methuen Drama, 2011.
- [Hg. mit Christina Wald] The Literature of Melancholia: Early Modern to Postmodern. Basingstoke/New York: Palgrave Macmillan, 2011.
- [Hg.] Literature and/as Ethics, Themenheft in Anglia: Journal of English Philology 129.3-4 (2011).
- [Hg. mit Timo Müller, Christina Wald und Hubert Zapf] English and American Studies: Theory and Practice. Stuttgart: Metzler, 2012.
- [Hg. mit Peter Paul Schnierer, Christopher Innes und Matthew C. Roudané] The Methuen Drama Guide to Contemporary American Playwrights. London/New York: Bloomsbury Methuen Drama, 2014.
- [Hg. mit Peter Paul Schnierer and Greg Homann] The Methuen Drama Guide to Contemporary South African Theatre. London/New York: Bloomsbury Methuen Drama, 2015.
- [Hg. mit Christoph Reinfandt] Theory Matters: The Place of Theory in Literary and Cultural Studies Today. London/New York: Palgrave Macmillan, 2016.
- [Hg. mit Mireia Aragay] Of Precariousness: Vulnerabilities, Responsibilities, Communities in 21st-Century British Drama and Theatre. Berlin/Boston: De Gruyter, 2017.
- [Hg. mit David Kornhaber] Drama, Theatre, and Philosophy, Themenheft in Anglia: Journal of English Philology 136.1 (2018).
- [Hg. mit Monika Pietrzak-Franger] Handbook of the English Novel: 1830–1900. Berlin/Boston: De Gruyter, 2020.
- [Hg. mit Monika Fludernik und Andreas Buchleitner] Symmetry, Proportion and Seriality: The Semantics of Mirroring and Repetition in Science and the Arts, Special Issue of European Review 29:2, Cambridge: Cambridge University Press, 2021: 159–313.
- [Hg. mit Mireia Aragay und Cristina Delgado-García] Affects in 21st-Century British Theatre: Exploring Feeling on Page and Stage. London/New York: Palgrave Macmillan, 2021.
- [Hg. mit Martin Riedelsheimer] Critical Theatre Ecologies, Themenheft in Journal of Contemporary Theatre and Drama in English (JCDE), 10.1 (2022).
- [Hg. mit David Kerler] Romantic Ecologies. Trier: Wissenschaftlicher Verlag, 2023.
- [Hg. mit Ingrid Hotz-Davies und Christoph Reinfandt] Literary Materialisations and Interferential Reading: Making Matter Matter on Page, Stage and Screen. New York and Abington: Routledge, 2025.